# Farquhar Mac Taggart
Farquhar Mac Taggart (mort vers 1251) est un noble écossais du XIIIe siècle et le fondateur de la lignée des comtes de Ross.

## Origine
Lorsqu'au début de l'été 1215 Domnall Ban MacWilliam et Kenneth mac Heth les représentants des familles  Meic Uilleim et MacHeth, qui prétendaient respectivement au trône du royaume d'Écosse et au contrôle du comté de Ross, envahissent le nord de l'Écosse en venant de l'ouest, ils sont combattus par une troupe commandée par un certain  Farquhar Mactaggart ou Mac Taggart ou en gaélique écossais Ferchar mac in tSagairt.
L'interprétation que le surnom de Farquhar signifie « fils du prêtre  » et serait lié à la possession par sa famille comme abbé-laïc de l'ancien monastère gael d'Applecross, fondé sur la côte ouest par le moine irlandais Maol rubha, semble avoir pour origine une spéculation d'historiens du XIXe siècle.  S'il avait été en relation avec une fondation ecclésiastique cela aurait plus vraisemblablement été le sanctuaire de Saint-Duthac près de Tain, sur la côte sud du  Dornoch Firth . Farquhard est probablement originaire de l'est du Ross et comme les autres chefs locaux il a sans doute vu avec hostilité l'intervention de prétendants venant de l'ouest, alors que la suzeraineté des rois d'Écosse ne s'exerçait que de manière peu contraignante dans le nord de leur royaume, contrairement à ce que serait celle de seigneurs soutenus par des alliées irlandais

## Carrière
Le 15 juin 1215 Farquhar se présente au jeune roi Alexandre II d'Écosse avec les têtes coupées de ses ennemis, et il en est récompensé par la chevalerie. En 1221 Alexandre II vient à Inverness, et peu après entre cette année et 1226 il promeut Farquhar comte de Ross, le premier d'une longue lignée.
En juillet 1235 Farquhar justifie le bien-fondé de son élévation au titre comtal en participant à la campagne d'Alexandre II au Galloway, son arrivée inopinée permet de retourner la situation d'un combat mal engagé en faveur du roi. Ferquard conserve ensuite des liens étroits avec le Galloway et les îles de l'Ouest de l'Écosse. Au cours de la décennie 1220 il fonde un monastère pour des moines Prémontrés; l'abbaye de Fearn avec des chanoines venant de Whithorn, pendant qu'en 1223 sa fille Christina épouse Óláf, qui deviendra roi de l'île de Man, et qu'il assiste ensuite lors de combat contre ses ennemis à Skye. Il apparaît également à la cour royale, comme témoin lors du traité d'York en 1237 et souscripteur de la copie du traité anglo-écossais de  1244 qui est envoyé au pape pour  confirmation.
Farquhar meurt vers 1251 et est inhumé à Fearn. Son étroite association avec le pouvoir royal qui a favorisé sa remarquable carrière apparaît clairement dans le fait que ses deux fils nés d'une mère anonyme, reçoivent les noms de  « William » et de  « Malcolm », sans aucun doute en référence aux deux rois d'Écosse homonymes de la fin du XIIe siècle.